# Arina Averina
Pour les articles homonymes, voir Averina.
Arina Averina, née le 13 août 1998 à Zavoljie, est une gymnaste rythmique russe. 

## Carrière
Elle est la sœur jumelle de Dina Averina. 
L'année 2017 voit Arina Averina se construire un palmarès avec cinq médailles aux Championnats du monde de gymnastique rythmique 2017 (deux médailles d'or au ruban et au ballon, deux médailles d'argent au concours général et au cerceau et une médaille de bronze aux massues), trois médailles d'or aux Championnats d'Europe de gymnastique rythmique 2017 (au ballon, aux massues et par équipes) et quatre médailles aux Jeux mondiaux de 2017 (trois médailles d'or au cerceau, au ballon et au ruban et une médaille de bronze aux massues).
En 2018, elle remporte l'or du concours général individuel aux Championnats d'Europe ; elle obtient aux Mondiaux de 2018 la médaille d'or par équipes et la médaille de bronze au cerceau et aux massues.
Aux Championnats d'Europe de gymnastique rythmique 2019, elle est médaillée d'or par équipes, au ballon et aux massues.

## Palmarès

### Championnats du monde
- Pesaro 2017
  -  Médaille d'or au ballon.
  -  Médaille d'or au ruban.
  -  Médaille d'argent au concours général individuel.
  -  Médaille d'argent au cerceau.
  -  Médaille de bronze aux massues.

- Sofia 2018
  -  Médaille d'or par équipe.
  -  Médaille de bronze au cerceau.
  -  Médaille de bronze aux massues.

- Bakou 2019
  -  Médaille d'or par équipe.
  -  Médaille d'argent au concours général individuel.
  -  Médaille d'argent au ballon.

- Kitakyushu 2021
  -  Médaille d'or par équipe.
  -  Médaille d'argent au ballon.
  -  Médaille d'argent aux massues.
  -  Médaille de bronze au ruban.
  -  Médaille de bronze au concours général individuel.

### Championnats d'Europe
- Budapest 2017
  -  Médaille d'or par équipe.
  -  Médaille d'or au ballon.
  -  Médaille d'or aux massues.

- Guadalajara 2018
  -  Médaille d'or au concours général individuel.

- Bakou 2019
  -  Médaille d'or par équipe.
  -  Médaille d'or au ballon.
  -  Médaille d'or aux massue.

- Varna 2021
  -  Médaille d'or au concours général individuel.
  -  Médaille d'or par équipe.
  -  Médaille de bronze au ruban.

### Jeux mondiaux
- Wrocław 2017
  -  Médaille d'or au cerceau.
  -  Médaille d'or au ballon.
  -  Médaille d'or au ruban.
  -  Médaille de bronze aux massues.